# Збруї
Збру́ї — село в Україні, у Бродівській міській громаді Золочівського району Львівської області Населення — 154 особи.
На сьогоднішній день тільки під час великих свят може зібратися подібна кількість людей. Постійно проживає близько 80 осіб. Село славиться своїми лісами. Зайнятість місцевих жителів в основному залежить від збиральництва (особливого виду промислу лісового збирання ягід, грибів й інших багатств лісу), вирубки лісу, та від малих фермерських господарств.
Орган місцевого самоврядування — Бродівська міська рада.

## Назва
Назва села, найбільш можливо, походить від сільських умільців, які виготовляли і ремонтували збрую. Але легенди і перекази про походження назви вже були втрачені і забуті. Також біля села Збруї можна побачити майже зниклих зубрів, то ж деколи пов'язують назву села з ними.

## Історія
Історичне минуле наближених сіл сягає в глибину тисячоліть. Територія була заселена ще в кам'яну добу. На околицях придибуються типологічно близькі до пізньопалеолітичних та мезолітичних ужиткові знаряддя діяльності: крем'яні ножі, рубила, скребки, наконечники стріл. За археологічними знахідками на території с. Бордуляки виявлено існування ранньослов'янського поселення VI—VII століття. Стародавній переказ оповідає, що село Станіславчик в давнину було розташоване на лівому березі річки Стир, в урочищі «Горби», яке збереглося і по сьогоднішній день. Під час набігів татар село було спалене. Трагічною була доля жителів: майже всі вони загинули, частина захоронена в завалах підземних ходів, що вели в село. Інша оселилась вже на правому березі Стиру, розпочавши нову сторінку історії села.
12 червня 2020 року, відповідно до розпорядження Кабінету Міністрів України № 718-р «Про визначення адміністративних центрів та затвердження територій територіальних громад Львівської області», село увійшло до складу Бродівської міської громади.
19 липня 2020 року, в результаті адміністративно-територіальної реформи та ліквідації Бродівського району, село увійшло до складу новоствореного Золочівського району.

## Населення

### Мова
Розподіл населення за рідною мовою за даними перепису 2001 року:
| Мова       | Кількість | Відсоток |
| ---------- | --------- | -------- |
| українська | 154       | 100%     |